# Райя и последний дракон
«Ра́йя и после́дний драко́н» (англ. Raya and the Last Dragon) — американский компьютерно-анимационный фэнтезийно-приключенческий боевик 2021 года, снятый студиями «Walt Disney Pictures» и «Walt Disney Animation Studios». Он является 59-м мультфильмом, снятым студией Disney. Режиссёром фильма выступил Дон Холл, продюсером Оснат Шурер, автором Адель Лим. Главные роли озвучивали Келли Мэри Трэн, Аквафина, Айзек Ванг, Джемма Чан, Дэниэл Дэ Ким, Бенедикт Вонг, Сандра О, Талия Тран, Люсиль Сунг и Алан Тьюдик. Международная премьера фильма прошла 3 марта 2021 года, премьера в США — 5 марта 2021 года. Премьера в России состоялась 4 марта 2021 года.
В июле 2021 года, вскоре после выхода в премиум-доступ, фильм стал вторым по количеству просмотров после пятого сезона сериала «Люцифер» от Netflix. Фильм получил различные награды, включая номинацию на 94-й церемонии вручения премии «Оскар» в категории за «Лучший анимационный полнометражный фильм», а также был номинирован в той же категории на 79-й церемонии вручения премии «Золотой глобус». Однако он уступил обе награды другому диснеевскому фильму — «Энканто». Фильм «Райя и последний дракон» также лидировал на 49-й церемонии вручения премии «Энни» с десятью номинациями, но не победил ни в одной из заявленных категорий.
Фильм стал третьим самым просматриваемым фильмом 2021 года и собрал более 130 миллионов долларов по всему миру. Фильм также получил положительные отзывы критиков, которые высоко оценили анимацию, расширение прав и возможностей женщин, визуальные эффекты, экшн-последовательности, построение мира, персонажей и игру актёров.

## Сюжет
Однажды на мирных землях страны Кумандра, которую населяли люди и создающие для них воду драконы, появились создания хаоса — Друуны, превращающие в камень всех, кого коснутся. Драконам удалось изгнать их и вернуть окаменевшим людям жизнь, но сами они так и не воскресли, оставив после себя лишь волшебный драконий камень. В попытках завладеть остатками магии люди разбились на пять племён и разделили Кумандру на несколько стран: Хвост, Коготь, Клык, Хребет и Сердце, в последней и остался камень и ей теперь завидуют все остальные страны.
Пятьсот лет спустя вождь Сердца, Бенжа, решает объединить племена и приглашает их на совместную трапезу. Его дочь-подросток Райя, перед этим сдавшая экзамен на звание стража камня, знакомится там со своей ровесницей, дочерью вождя Клыка — Намаари. Та рассказывает Райе, что по легенде последний дракон ещё жив, и дарит своё украшение в виде дракона, и Райя в знак благодарности показывает ей драконий камень, однако оказывается, что это было в планах Клыка, и племя готовилось к краже камня. За ним прибывают воины из других племён и случайно разбивают камень, из-за чего возрождаются Друуны. В панике вожди племён забирают себе по куску камня и уходят. Спасая Райю, вождь Сердца сталкивает её с моста в воду (ввиду непереносимости Друунами воды), но сам становится камнем.
Шесть лет спустя Райя находит последнего дракона Сису-Дату, которая все пятьсот лет спала и не знала о том, какими недоверчивыми и злобными стали люди. Также она не может создать новый драконий камень, потому что лишь использовала его силу, которую вложили в него её братья и сёстры, но может вбирать эти силы в себя, поэтому герои решают собрать все осколки камня и сконцентрировать все силы драконов в Сису. Несмотря на Друунов, недружелюбно настроенных людей и идущую по следам Райи Намаари, героям удаётся добыть по камню из каждой страны, захватывая с собой и по одному товарищу:
Мальчика-корабельщика из Хвоста — Буна;
Осиротевшую девочку-младенца из Когтя — Нои и последнего выжившего варвара из Хребта — Тонга.
Вместе команда разрабатывает план по заполучению последнего осколка камня, находящегося в Клыке. Сису предлагает Райе вызвать Намаари на сделку: Намаари отдаст осколок камня в обмен на участие в спасении человечества. Они встречаются, однако Намаари, желая очистить Клык от дурной славы уничтожителей камня решает забрать все камни в Клык, восстановить его и тем самым спасти человечество от Друунов. Она наставляет на героев арбалет и между ними встаёт Сису. Сису предлагает Намаари довериться ей, однако Райя не выдерживает и бросается вперёд, чем пугает Намаари, и та выпускает стрелу в Сису, тем самым убивая её. Из мира уходит вся вода, и канал, окружающий страну Клыка, не может защитить её жителей от Друунов. Пока друзья Райи с помощью осколков камня отпугивают друунов и уводят людей в безопасное место, сама она яростно сражается с Намаари, но не убивает и даже не забирает осколок камня. Та решает помочь героям, и в итоге все пятеро оказываются в кольце друунов. Вспомнив слова Сису о том, что только доверие к братьям и сёстрам помогло ей активировать силу камня, Райя сама отдаёт свой осколок Намаари, добровольно отдаётся Друунам и каменеет. Вслед за ней это делают остальные. Шокированная их доверием после всех её предательств, Намаари собирает осколки воедино, оставляет их на разрушенной колонне и окаменевает рядом с Райей. Камень восстанавливается и вызывает дождь, смывающий со всех живых существ Кумандры, в том числе драконов, каменные наслоения. Так как Сису — водный дракон, её братья и сёстры воскрешают её из вод реки.
Вся команда возвращается в свои племена, в том числе и Райя. Она встречает своего ожившего отца и приветствует его в Кумандре. Появляется Сису и благодарит Бенжу, приведя с собой остальные племена в Сердце, вновь объединяя всех вместе.

## Персонажи и актёры озвучивания
- Келли Мэри Трэн — Райя[5]: Неистовая и добродетельная принцесса-воительница Сердца, которая проходит обучение, чтобы стать Хранительницей Драконьего Камня. Чтобы спасти отца от окаменения и восстановить мир в Кумандре, она отправляется на поиски последнего дракона[6].
- Аквафина — Сису-Дату[7]: Последний из существующих драконов. Имеет нелепый и несколько неуравновешенный характер, однако при этом является храброй, доброй и мудрой[8].
- Айзек Ван — Бун[9]: Харизматичный 10-летний владелец бизнеса из Хвоста, потерявший свою семью в результате нападения Друунов[10].
- Джемма Чан — Намаари: Принцесса-воительница Клыка и соперница Райи с детства[11].
  - Иона Сяо[англ.] — Намаари в детстве[12].
- Дэниел Дэ Ким — вождь Бенджа: Отец Райи и правитель Сердца[13].
- Бенедикт Вонг — Тонг: Грозный, высокий и добросердечный воин из Хребта, потерявший в бою с Друунами свою семью и народ[13].
- Сандра О — Вирана: Мать Намаари и правитель Клыка[14].
- Талия Тран[англ.] — малышка Нои: Маленькая мошенница из Когтя, потерявшая свою мать из-за Друунов[13]. Была воспитана Онгами — существами, напоминающими обезьян с усами сома[15].
- Люсиль Сунг — Данг Ху: Правитель Когтя[16].
- Алан Тьюдик — Тук-Тук: Лучший друг и верный питомец Райи, который представляет собой помесь броненосца и жука-пилюли[англ.][16]. Имя «Тук-Тук» является отсылкой к Моторикше, распространённой в Таиланде[17].

В фильме также приняли участие Дичен Лакмэн в роли генерала Атитайи из Клыка и воина Хребта; Патти Харрисон в роли правителя Хвоста; Джонатан Парк озвучивает цветочника Чая; Сон Кан озвучивает Дан Хая, бывшего правителя Когтя; Сьерра Катоу озвучивает торговца Когтя и офицера Клыка; Росс Батлер озвучил правителя Хребта; Франсуа Шо озвучивает Вана; Гордон Ип и Пол Йен озвучивают торговцев Когтя.

## Производство
В октябре 2018 года издательство Deadline Hollywood сообщило, что компания Disney разрабатывает анимационный фильм в жанре фэнтези по сценарию Адель Лим, продюсером которого выступит Оснат Шурер, а режиссёрами — Пол Бриггс и Дин Уэллинз. Они ранее были задействованы в других анимационных фильмах Disney, включая «Холодное сердце» (2013), «Зверополис» (2016) и «Моана» (2016). В августе 2019 году Disney анонсировал фильм во время презентации D23 Expo Walt Disney Animation Studios, утвердив Кэсси Стилл на роль Райи и Аквафину на роль Сису-Дату.
В августе 2020 года компания Disney объявила о замене нескольких актёров и членов съёмочной группы. Дон Холл и Карлос Лопес Эстрада заменили Пола Бриггса и Дина Уэллинса в качестве режиссёров, причём Бриггс и Уэллинс были понижены до сорежиссёров. Позднее Рипа также заменил Уэллинса в качестве сорежиссёра, а Уэллинс был указан в титрах как соавтор сценария. Кви Нгуен присоединился к Лиму в качестве соавтора сценария, а Питер Дель Вечо присоединился к Шуреру в качестве продюсера. Келли Мэри Трэн заменила Кэсси Стил, чтобы она соответствовала изменениям в характерах и сюжете; Шурер заявила, что актёр должен воплощать тот же дух, что и персонаж, и что Трэн лучше подходит для этой роли.
По словам Холла, Disney изменил роль, так как изначально Райя задумывалась как «стойкая одиночка», но команда решила придать ей «легкомыслие» и «развязность», схожие с чертами Питера Квилла / Звёздного Лорда из фильма «Стражи Галактики» (2014). Трэн безуспешно пробовалась на роль Райи, однако в январе 2020 года, когда Трэн заменила Стилл на роли Райи, она предположила, что Disney уже отверг её ранее, но теперь нанимает её на место главной актрисы. Disney нанимал каждого актёра отдельно и заставлял их записывать свои реплики по отдельности, храня секрет от каждого из них, пока они случайно не узнали об участии друг друга в фильме до того, как Disney официально раскрыл его им. Несмотря на влияние пандемии COVID-19 на киноиндустрию, они работали и успешно завершили проект, не выходя из дома. Общий бюджет фильма составил около 100 млн долларов.

### Разработка и дизайн
Фильм «Райя и последний дракон» был вдохновлён традиционными культурами Юго-Восточной Азии. Создатели фильма консультировались с экспертами Southeast Asia Story Trust, чтобы обеспечить точное представление культуры в фильме. В процессе производства фильма создатели подчёркивали, что очень важно избегать стереотипного изображения азиатских персонажей. Для проведения исследований они посещали Лаос, Вьетнам, Камбоджу, Таиланд, Сингапур, Малайзию и Индонезию, где вдохновлялись местным чувством принятия, единства и доверия, которые и стали темой фильма. Художники исследовали различные способы выражения отличительных черт и индивидуальности Кумандры, после чего проконсультировались с Фондом и включили культурные элементы в свой проект. При создании раздробленных территорий Кумандры, команда наделила их уникальными климатическими условиями и характеристиками, отражающими различные верования и культуру их жителей, причём каждая земля и её жители представляют собой мандалу, вращающуюся вокруг Кумандры. Это вдохновлено религиозными и культурными принципами, согласно которым все сосредоточено вокруг общей системы верований или космологии. При создании мира Кумандры дизайнеры сосредоточились на проявлении фантазии через использование непривычных форм, игру с масштабом и цветом, а также размещение объектов в неожиданных местах. Река в форме дракона Кумандры вдохновлена рекой Меконг, и её динамичные цвета в разных землях используются для иллюстрации местоположения Райи в фильме.

«В основе нашего фильма лежат два персонажа, их история и их отношения, поэтому я попытался представить их в разные моменты их пути. [Я] нарисовал их как приятелей, которые общаются и делятся секретами, со временем сближаясь и открываясь.»— художник-постановщик персонажей Сиюн Ким

Райя и Сису на концепт-арте к фильму

Основу фильма составили Райя и Сису, а их противоречивые черты — недоверие и излишняя доверчивость — стали основой юмора фильма. Изначально они разрабатывали персонажей отдельно, рисуя различные образы Райи и Сису. Однако они считали, что в их рисунках есть что-то недостающее и незавершённое, и осознали важность совместной работы над ними, которая помогла бы им лучше понять, как они дополняют друг друга как визуально, так и тематически.
Изначально Райя задумывалась как отличная фехтовальщица, сосредоточенная на своей цели — найти Сису, а Сису — как дракон, попавший в человеческую ловушку и отказавшийся помочь Райе. Однако по ходу работы над фильмом характер Райи был смягчён, а характер Сису был сделан более отзывчивым; сценаристы подошли к Райе как к персонажу, который действует безупречно, а к Сису — как к персонажу, который делает всё наперекосяк. Дизайнеры позаботились о том, чтобы наблюдаемые качества Райи были культурно аутентичными, функциональными для её роли фехтовальщицы и отражали её эмоциональный путь на протяжении всего фильма. Они спроектировали её с женственным носом и сильными, выдающимися скулами. В основе её наряда — традиционный топ сабай и штаны дхоти с отсылками к культуре драконов; накидка с высоким воротником и большая шляпа выполняют роль защитных слоёв, которые, по замыслу создателей, будут сниматься по мере её эмоционального развития в ходе фильма. Они стремились сделать Райю необычайно выразительной и эмоционально разнообразной, акцентируя внимание на её игровой и комедийной сторонах.
Вдохновением для создания Сису послужили наги — мифические существа, которые могут принимать облик змеи или человека и обычно ассоциируются с водой. Дизайнеров вдохновило культурное влияние наги и их мощное присутствие в Юго-Восточной Азии, вызывающее ощущение, что они «на самом деле существуют в невидимом мире, частью которого мы не являемся», и они стремились исследовать эту концепцию в истории, где драконы почитались и аналогичным образом отражали этот эффект. Они рассмотрели множество силуэтов и образов Сису — от неземного и магического до свирепого и скептического, а также проконсультировались с представителями треста, чтобы сохранить её фантастические и уникальные черты, но при этом учесть культурные обычаи и верования. Для создания целостного и узнаваемого образа персонажа специфические элементы дизайна в виде дракона были намеренно сохранены в человеческом облике.
Позы статуй драконов представляют собой попытку дизайнеров передать то же чувство величия, благоговения и трепета, которое драконы вызывают в культуре Юго-Восточной Азии. Ступни драконов излучают разноцветную преломлённую рябь света, что подчёркивает культурную связь с водой. Они спроектировали драконов со светящимися чертами, плавными переходами и текстурами, используя различные элементы дизайна, такие как чешуя и полупрозрачные плавники. Вода является центральным элементом сюжета и используется для иллюстрации эмоционального роста Райи: цветные водоёмы представляют моменты, когда Райя чувствует близость с окружающими её людьми, а контрастные, тёмного цвета — её недоверие и неуверенность. Друуны рассматривались как воплощение безнадёжности и ужаса с динамичной, облачной формой, которую трудно воспринимать как единую непрерывную форму; их концепции включают водную жизнь, кипение воды в обратном направлении, сворачивание «теста в трубочку», чёрные дыры и паразитическое поведение.
Драконы занимают центральное место в дизайне Сердца; они появляются в его священной крепости и дворце и служат культурными символами. На дизайн драконов оказала влияние вода, что нашло отражение в архитектурных конструкциях Сердца округлой формы, образующих рисунок ряби. Дизайнеры стремились сделать водоём Сердца волшебным и священным местом, поскольку он представляет собой важный момент взаимоотношений Райи и её отца, используя элементы цветов, которые распускаются только ночью. На создание цветов Кумандры их вдохновила художественная инсталляция с лампами, которые становились то сильнее, то тусклее в зависимости от местоположения человека. Аналогичным образом они загорались, когда рядом находился Драконий камень, символ надежды, предназначенный для иллюстрации важной темы сюжета.
Хвост был вдохновлён фантастическими плоскогорьями и песчаными водопадами и задумывался как «Дикий Запад» Кумандры. Коготь — это плавучая земля, которая в сюжете выступает в качестве торгового перекрёстка и был вдохновлён культурными плавучими рынками и ночными базарами Юго-Восточной Азии. По замыслу дизайнеров, Коготь представляет собой пирс, состоящий из пяти различных уровней, причём каждый пирс начинается с верхнего уровня, а по мере снижения уровня воды из-за засухи под ним будут сооружаться новые платформы. Дизайн Хребта был разработан под влиянием культурной связи с бамбуком и ориентирован на природные формы и текстуры, состоящие из чёрного бамбукового каркаса и колоссальной крыши в виде бивня шерстистого мамонта с большим каменным фундаментом из окружающей скалистой горы. Снежно-чёрные бамбуки Хребта становятся тёмно-синими с бордовыми оттенками, а светлые цветовые решения создают поразительный визуальный контраст, который значительно усиливает грандиозную атмосферу. Дизайнеры использовали подход «потерянных и найденных краёв», играя с тенями и освещением, чтобы создать ощущение таинственности и драматизма для Хребта.
Эстетика дизайна Клыка отражает её приверженность строгим и жёстким принципам. В основе их дизайна лежит брутализм и сильные, монолитные и жёсткие геометрические формы, усиливающие их жёсткую идентификацию. Дизайнеры стремились растянуть здания Клыка и включить в них повторяющиеся линии крыш, чтобы вызвать зловещее ощущение большого существа, заглядывающего вниз. Во дворце Клыка с высоких потолков зловеще свисают высокие вертикальные баннеры и гигантские золотые скульптуры, напоминающие клыки. Их прямоугольные формы с острыми краями и холодные, стерильные на ощупь конструкции призваны контрастировать с цветочными мотивами и круглыми, органическими формами, присущими Сердцу.
Намаари была близкой подругой Райи в детстве, однако затем стала выступать в качестве одного из главных антагонистов и её соперницы после предательства Райи ради Драконьего камня. Чтобы передать силу и мощь Намаари, дизайнеры сосредоточились на её мимике и физических данных, таких как агрессивный характер и свирепый взгляд. Для выражения жёсткого характера Намаари была одета в строгую одежду с преобладанием белоснежной цветовой палитры, отражающей геометрические формы силуэта и узора Клыка. Одежда юной Намаари была призвана контрастировать с одеждой юной Райи: строгие белые и золотые элементы символизируют суровый образ жизни Клыка, в отличие от мягких и голубых драпировок Райи, создающих ощущение безмятежности.

### Анимация и съёмки

Сису-Дату с драконьим камнем.

Келси Хёрли, Габриэла Эрнандес и Швета Вишванатан руководили группой технических руководителей, состоящей из женщин, которые контролировали поступление средств анимации и других технических ресурсов. Около 800 художников работали над фильмом сразу в нескольких отделах, используя различные программные приложения, такие как Autodesk Maya, Houdini и Nuke.
В фильме была частично использована традиционная анимация, что позволило создать уникальный стиль, отличающийся теплотой, несовершенством и самобытностью, что выгодно отличает его от традиционной CG-анимации. Этот подход включает в себя приплюснутый взгляд, напоминающий теневых марионеток, используемых в китайских сказках, что придаёт фильму человеческое качество и эффекты эмоционального резонанса. Для создания разнообразного окружения Кумандры команда аниматоров использовала сложное освещение и атмосферный дизайн. Они искусно драпировали одежду персонажей, ловко складывая длинные панели ткани, сводя к минимуму использование швов для поддержания структуры. Такой отход от традиционного стандартного подхода к построению трубопроводов на основе шаблонов сделал процесс чрезвычайно сложным. Чтобы справиться с задачей подбора и хореографического сопровождения широкого круга разноплановых персонажей, команда усовершенствовала свою систему работы с массовкой для эффективного управления растущим разнообразием в фильме. Они тщательно изучили и модифицировали свои рабочие процессы и конвейеры для поддержки этого подхода, адаптировав свои инструменты и процессы для решения сложных задач. Эти изменения были достигнуты с помощью художественно-режиссёрского, симуляционного и процедурного подходов с использованием системы Skeleton Library компании Disney на базе Houdini.
Для изображения различных племён, проживающих на разных землях, был использован инновационный модульный подход, предполагающий стратегическое повторное использование элементов и новые приёмы внесения разнообразия. Для проверки активов и обеспечения их эффективного использования в дальнейшем была внедрена система отслеживания. Совместные усилия и усовершенствованный документооборот между отделами позволили команде творчески и эффективно создавать массовые объекты массового потребления. Для обработки сложных кадров были использованы различные методы анимации, включая анизотропные расстояния при физическом и боидовском моделировании, а также процедурные слои анимации рыбы / дракона и инварианты интеграла расстояния для обнаружения контакта с лапами дракона. К таким кадрам относятся ползающие друг по другу жуки и сложная хореография рыб и драконов.
Создание Сису в компьютерной анимации (CGI) было непростой задачей: её уникальная, потусторонняя форма была исключительно сложной для скелетной анимации, а её плавные очертания необходимо было сделать как двуногими, так и четвероногими. Исключительно сложные и замысловатые элементы, активы, модели и персонажи Когтя, а также необходимость их перемещения по воде делают эту среду наиболее сложной для производства. Рендеринг Хвоста в CGI оказался сложной задачей из-за того, что камера должна была располагаться очень близко для съёмки пустынного дна. Дополнительные сложности возникали при ручном моделировании трещин, разбросанных по сцене камней и элементов растительности.
Операторская работа была направлена на то, чтобы подчеркнуть характер Райи и её недоверие к окружающему миру. Для иллюстрации доверия и недоверия были использованы контрасты различных стилей съёмки и освещения, которые применялись последовательно, от кадра к кадру в зависимости от сюжетной линии. Например, недоверчивая Райя была снята с помощью широкоугольного объектива, глубокого фокуса и узкой цветовой палитры, а доверчивая Сису — с помощью длиннофокусного объектива, мелкого фокуса и более широкой цветовой палитры. Чтобы подчеркнуть резкий переход от сцены, когда Райя бросается в голубые воды реки в Сердце, к сцене, происходящей шесть лет спустя в суровой пустыне Хвоста, кинематографисты использовали приёмы искажения света. Эти приёмы позволили создать эффект миража — мерцающей иллюзии, характерной для жаркой среды, чтобы тем самым подчеркнуть резкую смену освещения, цвета, климата и воды в фильме.

### Музыка
Джеймс Ньютон Ховард сочинил музыкальную партитуру для фильма. Джене Айко написала и исполнила песню «Lead the Way», которая звучит в конце титров. Партитура была выпущена 26 февраля 2021 года. В марте 2021 года филиппинская певица KZ Tandingan была назначена исполнителем песни «Gabay», первой в истории компании Disney песни на филиппинском языке. Эта композиция, а также филиппинская версия песни «Lead the Way», были выпущены в качестве части саундтрека к филиппинскому дубляжу фильма. Алли Бенедикто, руководитель отдела маркетинга студии Disney Philippines, заявила, что эта песня «демонстрирует их стремление сотрудничать с местными творческими талантами».

## Маркетинг и выпуск
26 января 2021 года компания Disney опубликовала трейлеры к мультфильму, после которых зрители выразили обеспокоенность по поводу ограниченного представления Юго-Восточной Азии в основном восточноазиатском актёрском составе фильма и выступили за более точное и разнообразное представление культуры. Для продвижения фильма компания Disney сотрудничала с различными брендами, от игрушек до товаров, такими как McDonald’s, LG и Procter & Gamble. Кроме того, компания сотрудничала с такими брендами Юго-Восточной Азии, как Omsum и Sanzo, чтобы отдать дань уважения культуре Юго-Восточной Азии, которая послужила источником вдохновения для фильма, а также поддерживала и продвигала в своих рекламных кампаниях многих местных начинающих рекламодателей. При выборе рекламных партнёров учитывалась целевая аудитория фильма и растущее число людей, возвращающихся в кинотеатры, несмотря на пандемию COVID-19.
107-минутный фильм «Райя и последний дракон» был первоначально запланирован на 25 ноября 2020 года, но затем был перенесён на 12 марта 2021 года, после чего также был сдвинут на неделю. По имеющимся данным, эти изменения были вызваны пандемией COVID-19. В итоге перенос позволил одновременно выпустить фильм в кинотеатрах и на платформе Disney+ Premier Access, на которой его можно было приобрести до 4 июня 2021 года, после чего он стал бесплатным для всех подписчиков. В кинотеатрах фильм сопровождался короткометражным фильмом «Снова мы» (2021). В России мультфильм был выпущен в прокат 4 марта 2021 года.
Walt Disney Studios Home Entertainment выпустила фильм «Райя и последний дракон» для скачивания в цифровом формате 2 апреля и на Ultra HD Blu-ray, Blu-ray и DVD 18 мая 2021 года. Цифровой релиз также включал короткометражный фильм «Снова мы». Бонусные функции, прилагаемые к Blu-ray выпуску включали в себя «Знакомство с „Снова мы“», взгляд за кулисы короткометражного фильма «Снова мы»; «Taste of Raya» — виртуальный обед в Юго-Восточной Азии; «Raya: Bringing It Home» — взгляд изнутри на то, как аниматоры работали в домашних условиях; «Martial Artists» — урок по видам боевых искусств и оружию, использованному в фильме; «We are Kumandra» — культурное влияние фильма от Southeast Asia Story Trust; вырезки из фильма, факты и пасхальные яйца, а также опыт Рипы в работе над раскадровкой и удалёнными сценами.

## Восприятие

### Кассовые сборы
Фильм «Райя и последний дракон» собрал 54,7 млн долларов в США и Канаде и 75,7 млн долларов на других территориях, общие мировые сборы составили более 130,4 млн долларов.
В первый день премьеры в США и Канаде фильм «Райя и последний дракон» собрал 2,5 млн долларов и достиг 8,5 млн долларов в 2045 кинотеатрах, возглавив прокат. Сети кинотеатров Cinemark и Harkins в США, а также Cineplex в Канаде, отказавшись от прокатных условий Disney изначально не поставили фильм в прокат, в результате чего фильм не смог сравниться по сборам на старте недели с такими семейными фильмами, как «Семейка Крудс: Новоселье» (2020) и «Том и Джерри» (2021). Однако в последующие недели показатели фильма улучшились, в результате чего он сравнился с кассовыми сборами фильма «Том и Джерри» и в конечном итоге превысил их. Фильм собрал 5,5 млн долларов во второй уик-энд и 5,2 млн долларов в третий, оставшись на вершине кассовых сборов.
В мировом прокате фильм «Райя и последний дракон» дебютировал на 32 рынках и собрал 26,2 млн долларов в премьерный уик-энд; лидерами стали Китай ($ 8,6 млн) и Россия ($ 2,8 млн). Фильм заработал 11,5 млн долларов во второй уик-энд и 8 млн долларов с 29 рынков в третий.

### Реакция критиков
На сайте-агрегаторе рецензий Rotten Tomatoes фильм имеет рейтинг одобрения 93 % на основе 303 отзывов критиков со средней оценкой 7,7/10. Общее мнение сайта гласит: «Ещё одна великолепно анимированная и умело озвученная картина в каноне Disney „Райя и последний дракон“ продолжает расширять представительство студии и подтверждает, что её классическая формула так же надёжна, как и прежде». На сайте рецензий Metacritic фильм получил 74 балла из 100 на основании 48 критических оценок, что означает «в целом положительные отзывы». Зрители, опрошенные CinemaScore, поставили фильму среднюю оценку «A» по шкале от «A+» до «F». По данным PostTrak, 92 % зрителей дали фильму положительную оценку, а 78 % заявили, что рекомендовали бы его к просмотру.
Критики, в том числе Ширли Ли из The Atlantic и Брэндон Кац из Observer, высоко оценили образность и тематику фильма. Аллен Джонсон из San Francisco Chronicle, в частности, отметил, что фильм умело балансирует между эмоциями, юмором и социальной политикой на фоне потрясающей визуальной красоты и захватывающей сюжетной линии. IndieWire также отмечает насыщенность сюжета и эмоциональную глубину, дополненную юмором и душевными моментами.Rolling Stone и RogerEbert.com высоко оценили мастерское сочетание образов и культурных мифологий, создающее по их словам визуально ошеломляющее и эмоционально захватывающее повествование, напоминающее классические диснеевские анимационные репертуары. Также, Vanity Fair и Vulture отметили, что фильм мастерски передаёт эмоциональную глубину и тематику сюжета с помощью потрясающей анимации и убедительных персонажей. Кроме того, похвалы удостоился актёрский состав и разнообразие персонажей.
Однако сюжет и ограниченное представление Юго-Восточной Азии подверглись критике. Ли раскритиковала отсутствие у Райи глубины, описав её поведение как туриста, а не как подлинного представителя изображаемых культур. Она отметила, что в отличие от других успешных фантастических фильмов, таких как «Моана» (2016) или «Чёрная пантера» (2018), где культурная специфика является неотъемлемой частью путешествия героя, Райе не удаётся органично вписать свой мир в повествование. В газете The New York Times Беатрис Лоайза выразила мнение, что фильм и главная героиня не соответствуют привычной формуле диснеевской принцессы, поставив под сомнение её культурную репрезентативность и корпоративную стратегию. В рецензиях The Irish Times и Vox, соответственно, отмечались громоздкий центральный замысел и нечёткое и нечувствительное представление культуры.

### Зрительская аудитория
За первые три дня на неделе с 1 марта фильм посмотрели 355 млн минут, после чего он занял четвёртое место за неделю среди фильмов. Фильм был выпущен на стриминговом сервисе Disney+ без дополнительной оплаты 4 июня 2021 года по всему миру и стал вторым по количеству просмотров после сериала «Люцифер» (2016—2021) от Netflix. В период с 31 мая по 6 июня его просмотрели около 1,1 млрд минут, что является значительным показателем для фильма и любой потоковой передачи, которая ранее составляла 115 млн минут просмотров в неделю, когда фильм был доступен только в качестве премиум-версии за 30 долларов.
Согласно официальному списку самых просматриваемых фильмов 2021 года, опубликованному 21 января 2022 года компаниями Deadline Hollywood и Nielsen Holdings, фильм занял 3-е место среди самых просматриваемых фильмов 2021 года с 8,34 млрд минут просмотра, уступив фильмам «Лука» (2021) и «Моана» (2016) с 10,5 млрд и 8,9 млрд минутами просмотра соответственно. В январе 2022 года технологическая компания Akamai сообщила, что фильм занял 9-е место по количеству пиратских копий в 2021 году.

### Награды и номинации
| Награда                                                   | Дата церемонии вручения | Категория                                                                                                 | Получатель(-и) | Результат | Прим.           |
| --------------------------------------------------------- | ----------------------- | --- | --- | --------- | --------------- |
| «Оскар»                                                   | 27 марта 2022           | «Лучший анимационный полнометражный фильм»                                                                | Дон Холл, Карлос Лопес Эстрада, Оснат Шурер и Питер Дель Вечо | Номинация | [ 95 ]          |
| Альянс женщин-киножурналистов                             | 25 января 2022          | «Лучший анимационный фильм»                                                                               | «Райя и последний дракон» | Номинация | [ 96 ]          |
| Альянс женщин-киножурналистов                             | 25 января 2022          | «Лучшая анимационная женская роль»                                                                        | Келли Мэри Трэн | Номинация | [ 96 ]          |
| Альянс женщин-киножурналистов                             | 25 января 2022          | «Лучшая анимационная женская роль»                                                                        | Аквафина | Номинация | [ 96 ]          |
| «Эдди»                                                    | 5 марта 2022            | «Лучший монтаж анимационного полнометражного фильма»                                                      | Фабьен Роули и Шеннон Стэйн | Номинация | [ 97 ] [ 98 ]   |
| «Энни»                                                    | 12 марта 2022           | «Лучший анимационный полнометражный фильм»                                                                | «Райя и последний дракон» | Номинация | [ 99 ]          |
| «Энни»                                                    | 12 марта 2022           | «Лучшие анимационные эффекты в анимационной постановке»                                                   | Алекс Моавени, Дмитрий Берберов, Брюс Райт, Скотт Таунсенд и Дейл Майеда                                                                                              | Номинация | [ 99 ]          |
| «Энни»                                                    | 12 марта 2022           | «Лучший персонаж в полнометражном фильме»                                                                 | Дженнифер Хейгер | Номинация | [ 99 ]          |
| «Энни»                                                    | 12 марта 2022           | «Лучший дизайн персонажей в полнометражном фильме»                                                        | Эми Томпсон | Номинация | [ 99 ]          |
| «Энни»                                                    | 12 марта 2022           | «Лучшая музыка в анимационном полнометражном фильме»                                                      | Джеймс Ньютон Ховард и Джене Айко | Номинация | [ 99 ]          |
| «Энни»                                                    | 12 марта 2022           | «Лучший производственный дизайн в полнометражном фильме»                                                  | Пол Феликс, Минцзюэ Хелен Чен и Кори Лофтис | Номинация | [ 99 ]          |
| «Энни»                                                    | 12 марта 2022           | Лучшая раскадровка в полнометражном фильме                                                                | Луис Логам | Номинация | [ 99 ]          |
| «Энни»                                                    | 12 марта 2022           | «Лучшая озвучка в анимационном полнометражном фильме»                                                     | Келли Мэри Трэн | Номинация | [ 99 ]          |
| «Энни»                                                    | 12 марта 2022           | «Лучший сценарий в анимационном полнометражном фильме»                                                    | Куи Нгуен и Адель Лим | Номинация | [ 99 ]          |
| «Энни»                                                    | 12 марта 2022           | «Лучший монтаж в полнометражном фильме»                                                                   | Фабьен Роули, Шеннон Стэйн, Тодд Фулкерсон, Рик Хэммел и Брайан Миллман                                                                                               | Номинация | [ 99 ]          |
| Премия Гильдии художников-постановщиков США               | 5 марта 2022            | «Лучший дизайн анимационного фильма»                                                                      | Пол Феликс, Минцзюэ Хелен Чен и Кори Лофтис | Номинация | [ 100 ] [ 101 ] |
| Artios Awards                                             | 23 марта 2022           | «Выдающиеся достижения в области кастинга-анимации»                                                       | Джейми Спарер Робертс и Грейс К. Ким | Номинация | [ 102 ]         |
| BMI Film & TV Awards                                      | 12 июля 2021            | «Кинотеатральный фильм»                                                                                   | Джеймс Ньютон Ховард | Победа    | [ 103 ]         |
| Cinema Audio Society                                      | 19 марта 2022           | «Лучшее микширование звука для анимационного фильма»                                                      | Пол Макграт, Дэвид Э. Флюр, Габриэль Гай, Алан Мейерсон, Док Кейн и Скотт Кёртис                                                                                      | Номинация | [ 104 ] [ 105 ] |
| «Выбор критиков»                                          | 13 марта 2022           | «Лучший анимационный полнометражный фильм»                                                                | «Райя и последний дракон» | Номинация | [ 106 ]         |
| Премия Ассоциации кинокритиков Далласа и Форт-Уэрта       | 20 декабря 2021         | «Лучший анимационный фильм»                                                                               | «Райя и последний дракон» | Номинация | [ 107 ]         |
| Премия Ассоциации кинокритиков штата Джорджия             | 14 января 2022          | «Лучший анимационный фильм»                                                                               | «Райя и последний дракон» | Номинация | [ 107 ]         |
| «Золотой глобус»                                          | 9 января 2022           | «Лучший анимационный полнометражный фильм»                                                                | «Райя и последний дракон» | Номинация | [ 108 ]         |
| Golden Reel Awards                                        | 13 марта 2022           | «Лучший звуковой монтаж — звуковые эффекты, фоули, диалог и ADR для анимационного полнометражного фильма» | Шеннон Миллс, Брэд Семенофф, Ниа Хансен, Самсон Неслунд, Дэвид К. Хьюз, Камерон Баркер, Крис Фрейзер, Стив Орландо, Джон Рош, Шелли Роден, Джим Вайдман и Дэвид Олсон | Победа    | [ 109 ]         |
| «Золотой трейлер»                                         | 22 июля 2021            | «Лучший анимационный трейлер-байт для художественного фильма»                                             | «Dragon Magic Social» (Создание рекламы в Лондоне) | Номинация | [ 110 ]         |
| «Золотой трейлер»                                         | 22 июля 2021            | «Лучший анимационный трейлер-байт для художественного фильма»                                             | «TrailerBytes» (Outpost Media) | Номинация | [ 110 ]         |
| Награды Голливудской ассоциации критиков                  | 1 июля 2021             | «Лучшая картина в премии „Середина сезона“»                                                               | «Райя и последний дракон» | Номинация | [ 111 ]         |
| Награды Голливудской ассоциации критиков                  | 28 февраля 2022         | «Лучший анимационный фильм»                                                                               | «Райя и последний дракон» | Номинация | [ 107 ]         |
| Награды Хьюстонского общества кинокритиков                | 19 января 2022          | «Лучший анимационный фильм»                                                                               | «Райя и последний дракон» | Номинация | [ 112 ] [ 113 ] |
| Награды Международной ассоциации музыкальных кинокритиков | 17 февраля 2022         | «Лучший кинокомпозитор года»                                                                              | Джеймс Ньютон Ховард | Победа    | [ 114 ]         |
| Награды Международной ассоциации музыкальных кинокритиков | 17 февраля 2022         | «Лучшая оригинальная партитура для анимационного фильма»                                                  | Джеймс Ньютон Ховард | Победа    | [ 114 ]         |
| NAACP Image Awards                                        | 26 февраля 2022         | «Выдающийся анимационный фильм»                                                                           | «Райя и последний дракон» | Номинация | [ 115 ]         |
| NAACP Image Awards                                        | 26 февраля 2022         | «Выдающееся исполнение голоса персонажа в кинофильме»                                                     | Аквафина | Номинация | [ 115 ]         |
| Nickelodeon Kids' Choice Awards                           | 9 апреля 2022           | «Любимый голос из анимационного фильма»                                                                   | Аквафина | Номинация | [ 116 ]         |
| Награды Общества онлайн-кинокритиков                      | 24 января               | «Лучший анимационный фильм»                                                                               | «Райя и последний дракон» | Номинация | [ 107 ]         |
| People's Choice Awards                                    | 7 декабря 2021          | «Семейный фильм 2021 года»                                                                                | «Райя и последний дракон» | Номинация | [ 117 ]         |
| Премия Гильдии продюсеров США                             | 19 марта 2022           | «Лучший анимационный фильм»                                                                               | Оснат Шурер и Питер Дель Вечо | Номинация | [ 118 ]         |
| The ReFrame Stamp                                         | 1 марта 2022            | «Топ-28 самых кассовых полнометражных фильмов 2021 года»                                                  | «Райя и последний дракон» | Победа    | [ 119 ]         |
| Награды Общества кинокритиков Сан-Диего                   | 10 января 2022          | «Лучший анимационный фильм»                                                                               | «Райя и последний дракон» | Номинация | [ 107 ]         |
| Награды Общества кинокритиков Сиэтла                      | 17 января 2022          | «Лучший анимационный фильм»                                                                               | «Райя и последний дракон» | Номинация | [ 107 ]         |
| Общество специалистов по визуальным эффектам              | 8 марта 2022            | «Лучшие визуальные эффекты в анимационном фильме»                                                         | Кайл Одерматт, Оснат Шурер, Келси Хёрли и Пол Феликс | Номинация | [ 120 ] [ 121 ] |
| Общество специалистов по визуальным эффектам              | 8 марта 2022            | «Выдающийся анимационный персонаж в анимационном фильме»                                                  | Брайан Менц, Пунн Виантракун, Эрик Хансен и Вики Юцу Лин за Тук-Тука                                                                                                  | Номинация | [ 120 ] [ 121 ] |
| Общество специалистов по визуальным эффектам              | 8 марта 2022            | «Выдающаяся созданная среда в анимационном фильме»                                                        | Минцзюэ Хелен Чен, Чайвон Ким, Вирджилио Джон Акино и Диана Джианг ЛеВанги (за Коготь)                                                                                | Номинация | [ 120 ] [ 121 ] |
| Общество специалистов по визуальным эффектам              | 8 марта 2022            | «Выдающаяся виртуальная кинематография в CG-проекте»                                                      | Роб Дрессел, Адольф Лусинский и Пол Феликс | Номинация | [ 120 ] [ 121 ] |
| Общество специалистов по визуальным эффектам              | 8 марта 2022            | «Выдающиеся эффекты моделирования в анимационном фильме»                                                  | Ле Джойс Тонг, Хенрик Фельт, Раттанин Сиринаруемарн и Джейкоб Райс | Победа    | [ 120 ] [ 121 ] |
| Награды Ассоциации кинокритиков Вашингтона                | 6 декабря 2021          | «Лучший анимационный фильм»                                                                               | «Райя и последний дракон» | Номинация | [ 122 ]         |
| Награды Ассоциации кинокритиков Вашингтона                | 6 декабря 2021          | «Лучшее голосовое исполнение»                                                                             | Аквафина | Победа    | [ 122 ]         |
| Награды Ассоциации кинокритиков Вашингтона                | 6 декабря 2021          | «Лучшее голосовое исполнение»                                                                             | Келли Мэри Трэн | Номинация | [ 122 ]         |

## Наследие
Как и другие герои Walt Disney Animation Studios, персонажи фильма «Райя и последний дракон» появились в короткометражном фильме «Однажды в студии» (2023) в качестве камео.

## Комментарии
1. ↑  Позднее компания Cinemark заключила соглашение с Disney и начала прокат фильма на десятой неделе его проката.
2. ↑  Приводится в следующих ссылках:[76][77][78][79][80]
3. ↑  Приводится в следующих ссылках:[6][87][88][89][90]
4. ↑  Также за фильм «Губка Боб в бегах» (2020).
5. ↑  Эта премия не имеет одного победителя, а присуждается сразу нескольким фильмам.